# Pleszówka
Pleszówka – wieś w Polsce położona w województwie wielkopolskim, w powiecie pleszewskim, w gminie Gołuchów.
| SIMC    | Nazwa    | Rodzaj    |
| ------- | -------- | --------- |
| 0198568 | Podborek | część wsi |

W latach 1975–1998 miejscowość administracyjnie należała do województwa kaliskiego.
Inne miejscowości o nazwie Pleszówka: Pleszew